# Balakliia (huyện)
Huyện Balakliia (tiếng Ukraina: Балаклійський район, chuyển tự: Balakliias'kyi raion) là một huyện của tỉnh Kharkiv thuộc Ukraina. Huyện Balakliia có diện tích 1986 kilômét vuông, dân số theo điều tra dân số ngày 5 tháng 12 năm 2001 là 92595 người với mật độ 47 người/km2. Trung tâm huyện nằm ở Balakliia.